# Liederkreis

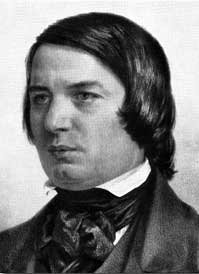
Robert Schumann.

Liederkreis (Círculo o ciclo de canciones) son dos ciclos de Lieder empezados a componer por Robert Schumann en mayo de 1840, unos meses antes de casarse con la pianista Clara Wieck.
Como otros ciclos de canciones del período romántico se basan en poemas de fuerte contenido emocional. Schumann compuso además de los dos Liederkreis, otros ciclos como Frauenliebe und Leben (Amor y vida de mujer) y Dichterliebe (Amor de poeta) que junto a los de Franz Schubert constituyen el núcleo del repertorio de la canción de cámara germánica.
Ambos ciclos compuestos para voz con acompañamiento de piano pueden ser cantados por soprano, mezzosoprano, tenor o barítono. 
El Opus 39 es el más frecuentado y accesible, barítonos como Dietrich Fischer-Dieskau, Hermann Prey, Gérard Souzay y Thomas Hampson son responsables de algunas de las más distinguidas versiones discográficas de ambos ciclos. También se destacan versiones por mezzosopranos como Brigitte Fassbaender, Marjana Lipovsek y Nathalie Stutzmann.
- El primero basado en poemas de Heinrich Heine lleva el número de Opus 24.
- El segundo sobre textos de Joseph von Eichendorff lleva número el Opus 39.

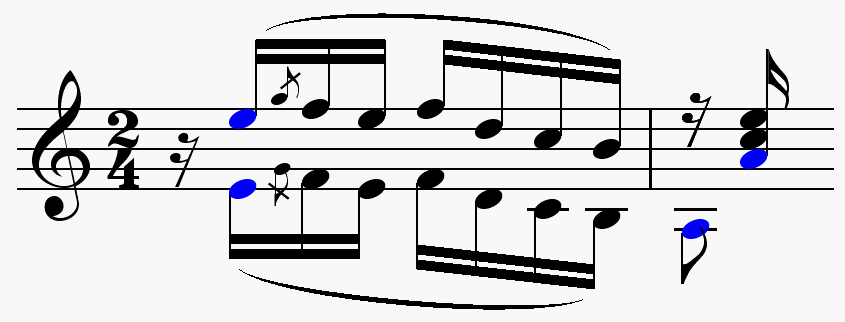
In der Fremde.

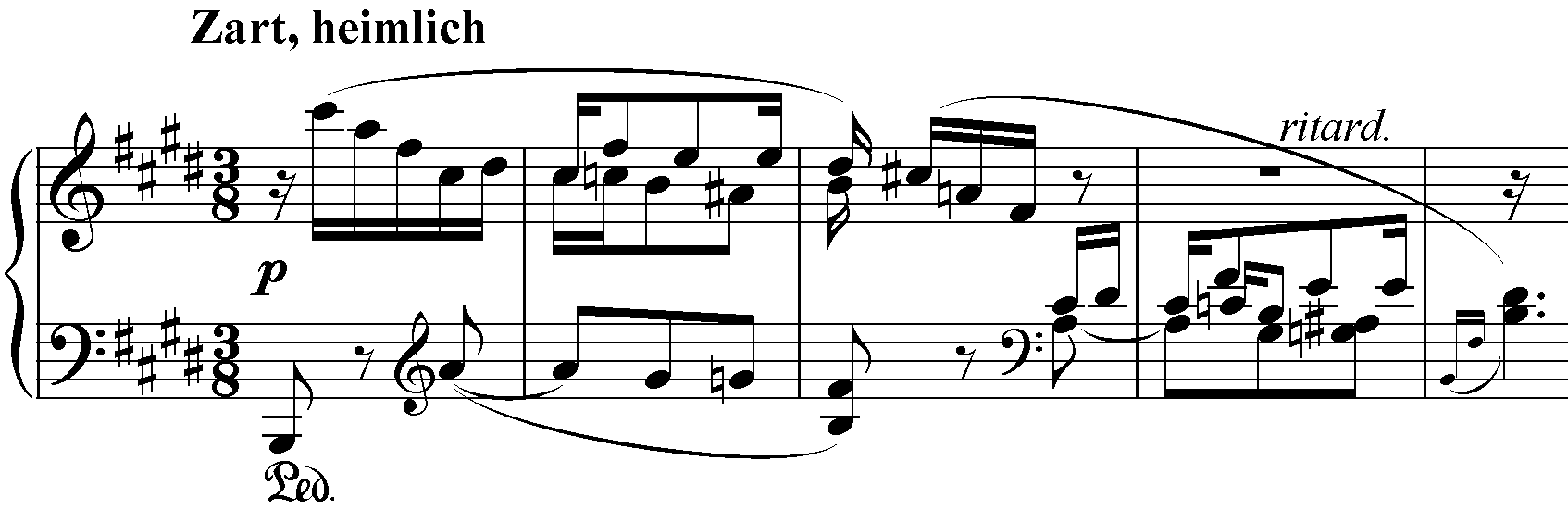
Comienzo de Mondnacht

El Opus 24 está integrado por 9 Lieder:
I. Morgens steh’ ich auf und frage
II. Es treibt mich hin
III. Ich wandelte unter den Bäumen
IV. Lieb’ Liebchen
V. Schöne wiege meiner Leiden
VI. Warte, warte wilder Schiffman
VII. Berg und Burgen schaun herunter
VIII. Anfangs wollt’ ich fast verzagen
IX. Mit Myrten und Rosen
El Opus 39 está integrado por 12 canciones:
I. In der Fremde
II. Intermezzo
III. Waldesgespräch
IV. Die Stille
V. Mondnacht
VI. Schöne Fremde
VII. Auf einer Burg
VIII. In der Fremde
IX. Wehmut
X. Zwielicht
XI. Im Walde
XII. Frühlingsnacht

## Discografía de referencia

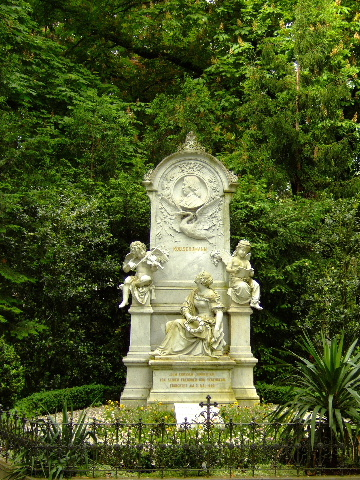
Tumba de Clara y Robert Schumann en Bonn.

- Liederkreis, Op. 24/ Gérard Souzay (Baritone), Dalton Baldwin (Piano)
- Liederkreis Op. 24 y Op. 39 / Dietrich Fischer-Dieskau, Moore, Klust
- Liederkreis Op. 24 y Op. 39 / Dietrich Fischer-Dieskau, Jörg Demus, C. Eschenbach
- Liederkreis Op. 39 / Dietrich Fischer-Dieskau, Alfred Brendel
- Liederkreis Op. 39 / Régine Crespin, John Wustman, 1966
- Liederkreis Op. 24 / Matthias Goerne, Vladimir Ashkenazy
- Liederkreis Op. 24 - Op. 39 / Nathalie Stutzmann, Inger Södergren
- Liederkreis Op. 39 - Brigitte Fassbaender, Elisabeth Leonskaja
- Liederkreis Op. 39 / Jessye Norman, Irwing Gage
- Liederkreis Op. 24 / Ian Bostridge, Julius Drake
- Liederkreis Op. 39 / Felicity Lott, Graham Johnson
- Liederkreis Op. 24 /Christopher Maltman, Graham Johnson
- Liederkreis Op. 39 / Marjana Lipovsek, Graham Johnson
- Liederkreis Op. 24 / Christoph Prégardien, Michael Gees
- Liederkreis Op. 24 / Thomas Hampson, Wolfgang Sawallisch
- Liederkreis Op. 39 / Barbara Bonney, Vladimir Ashkenazy (1997)
- Liederkreis Op. 39 / Thomas Quasthoff, Roberto Szidon
- Liederkreis Op. 39 / Bryn Terfel, Malcom Martineau